# Jason Queally
Jason Paul Queally (ur. 11 maja 1970 w Great Haywood) – brytyjski kolarz torowy, dwukrotny medalista olimpijski, siedmiokrotny medalista mistrzostw świata oraz mistrz Europy.

## Kariera
Pierwszy sukces w karierze Jason Queally osiągnął w 1998 roku, kiedy na igrzyskach Wspólnoty Narodów w Kuala Lumpur zdobył srebrny medal w wyścigu na 1 km. Dwa lata później wystartował na igrzyskach olimpijskich w Sydney, gdzie wywalczył złoto w tej samej konkurencji, a wspólnie z Chrisem Hoyem i Craigiem MacLeanemm zdobył srebrny medal w sprincie drużynowym. W tym samym roku wystąpił także na mistrzostwach świata w Manchesterze, gdzie zdobył kolejne dwa medale. W wyścigu na 1 km był trzeci, wyprzedzili go tylko Francuz Arnaud Tournant i Niemiec Sören Lausberg. Ponadto w sprincie drużynowym Brytyjczycy w tym samym składzie co na igrzyskach zajęli drugą pozycję. Następnie Jason zdobył brązowy medal w sprincie drużynowym na mistrzostwach świata w Antwerpii w 2001 roku, a na igrzyskach Wspólnoty Narodów w Manchesterze w 2002 roku był drugi w tej konkurencji oraz wyścigu na 1 km. Na mistrzostwach świata w Los Angeles w 2005 roku zwyciężył w sprincie drużynowym, a w wyścigu na 1 km lepszy był jedynie Holender Theo Bos. Rok później wystąpił na mistrzostwach świata w Bordeaux, gdzie razem z Jamiem Staffem i Chrisem Hoyem zdobył srebro w sprincie drużynowym. W 2006 roku zdobył także srebro w tej konkurencji i wyścigu na 1 km podczas igrzysk Wspólnoty Narodów w Melbourne. Ostatni medal wywalczył na mistrzostwach Europy w Pruszkowie w 2010 roku, gdzie Brytyjczycy w składzie: Steven Burke, Edward Clancy, Jason Queally i Andrew Tennant zdobyli złoto w drużynowym wyścigu na dochodzenie.